# Kevin Makely
Kevin Makely (né à Poughkeepsie le 29 août 1973) est un acteur de cinéma et de télévision, ainsi que producteur de cinéma américain.

## Biographie
Kevin Makely suit sa scolarité au lycée Roy C. Ketcham (en) à Wappingers Falls.
En 2019 il joue le rôle du protagoniste dans Badland de Justin Lee.
En 2020 il est angagé pour incarner e lutteur professionnel Randy Savage dans la série télévisée Young Rock, qui s'inspire des débuts de la carrière Dwayne Johnson.

### Vie familiale
Il a épousé Christi.

## Filmographie
Sauf indication contraire, les informations mentionnées dans cette section peuvent être confirmées par la base de données cinématographiques IMDb,  présente dans la section « Liens externes ».

### Cinéma
- 2003 : Radio Silence, court-métrage : Lenny Demasiano
- 2005 : Sept Ans de séduction de Nigel Cole : invité au diner (non crédité)
- 2005 : Mr. & Mrs. Smith de Doug Liman : Johnson
- 2005 : Bad News Bears de Richard Linklater : Umpire
- 2006 : American Dreamz de Paul Weitz : homme des services secrets
- 2006 : Spanish Boots, court-métrage de Domenica Cameron-Scorsese : le vagabond
- 2006 : One More Time, court-métrage de Diana Santi
- 2007 : The Appointment, court-métrage de Jay Gira : Big Bob
- 2008 : Jumper de Doug Liman : Beef (non crédité)
- 2008 : Garden Party de Jason Freeland : Andrew
- 2008 : Un amour de père de Nigel Cole : Jammez (non crédité)
- 2010 : Fair Game, de Doug Liman : officier jordanien
- 2012 : Spirit of a Denture, court-métrage d'Alan Shelley : premier collègue, Bob
- 2014 : Stranglehold de Joshua Gollish : Remi Martan
- 2014 : Two Tools, court-métrage de lui-même : Avi 'Hammer' Hammerstien
- 2018 : Big Legend de Justin Lee : Tyler Laird
- 2018 : A Reckoning de Justin Lee : Marrow
- 2018 : Any Bullet Will Do de Justin Lee : Hollis Ransom
- 2019 : Swell de Justin Lee : homme étrange
- 2019 : Zeroville de James Franco : Steven Spielberg
- 2019 : Badland de Justin Lee : Mathias Breecher
- 2021 : Overrun de Josh Tessier : Walt Pachinko
- 2024 : Riki Rhino: The Bird Kingdom de Erwin Budiono : Ingai

### Télévision
- 2005 : Preuve à l'appui, série télévisée : Assistant de l'Attorney General
- 2005 : Out of Practice, série télévisée : Eric
- 2006 : Heist, série télévisée : officier
- 2009 : Cold Case : Affaires classées, série télévisée : Ben Scavo '63
- 2010-2012 : The Cavanaughs (en), série télévisée : Justin
- 2011 : La vie de croisière de Zack et Cody, série télévisée : Bruno
- 2011 : Chuck, série télévisée : Bruno
- 2011 : Enlightened, série télévisée : Hunter
- 2012 : Desperate Housewives, série télévisée : homme négligé
- 2013 : 90210 Beverly Hills - Nouvelle génération, série télévisée : Bear
- 2014 : Ride the Lightning, série télévisée : Adams
- 2014 : Kingdom, série télévisée : Clark
- 2016 : Frankie & Paige, série télévisée, épisodes 1.6 et 1.14 : Sensei / Sensei Ron
- 2021-2023 : Young Rock, série télévisée, 16 épisodes : 'Macho Man' Randy Savage
- 2024 : New York - Police judiciaire, série télévisée, épisode 23.8 Facade : Domhnall Kovac